# Chuisnes
Chuisnes ist eine französische Gemeinde mit 1.123 Einwohnern (Stand: 1. Januar 2022) im Département Eure-et-Loir in der Region Centre-Val de Loire. Chuisnes gehört zum Arrondissement Chartres und zum Kanton Illiers-Combray. Die Einwohner werden Gonipontins genannt.

## Geographie
Chuisnes liegt etwa 20 Kilometer westlich von Chartres an der Eure. An der südlichen Gemeindegrenze verläuft ihr späterer Zufluss Vallée de la Charentonne. Umgeben wird Chuisnes von den Nachbargemeinden Landelles im Norden, Courville-sur-Eure im Osten, Saint-Germain-le-Gaillard im Südosten, Fruncé im Süden, Le Thieulin im Südwesten sowie Friaize im Westen.

## Bevölkerung
| Bevölkerungsentwicklung   | Bevölkerungsentwicklung | Bevölkerungsentwicklung | Bevölkerungsentwicklung | Bevölkerungsentwicklung | Bevölkerungsentwicklung | Bevölkerungsentwicklung | Bevölkerungsentwicklung | Bevölkerungsentwicklung |
| ------------------------- | ----------------------- | ----------------------- | ----------------------- | ----------------------- | ----------------------- | ----------------------- | ----------------------- | ----------------------- |
| Jahr                      | 1962                    | 1968                    | 1975                    | 1982                    | 1990                    | 1999                    | 2006                    | 2018                    |
| Einwohner                 | 579                     | 542                     | 573                     | 694                     | 782                     | 815                     | 931                     | 1117                    |
| Quelle: Cassini und INSEE |                         |                         |                         |                         |                         |                         |                         |                         |

## Sehenswürdigkeiten
- Kirche Saint-Martin aus dem 12. Jahrhundert

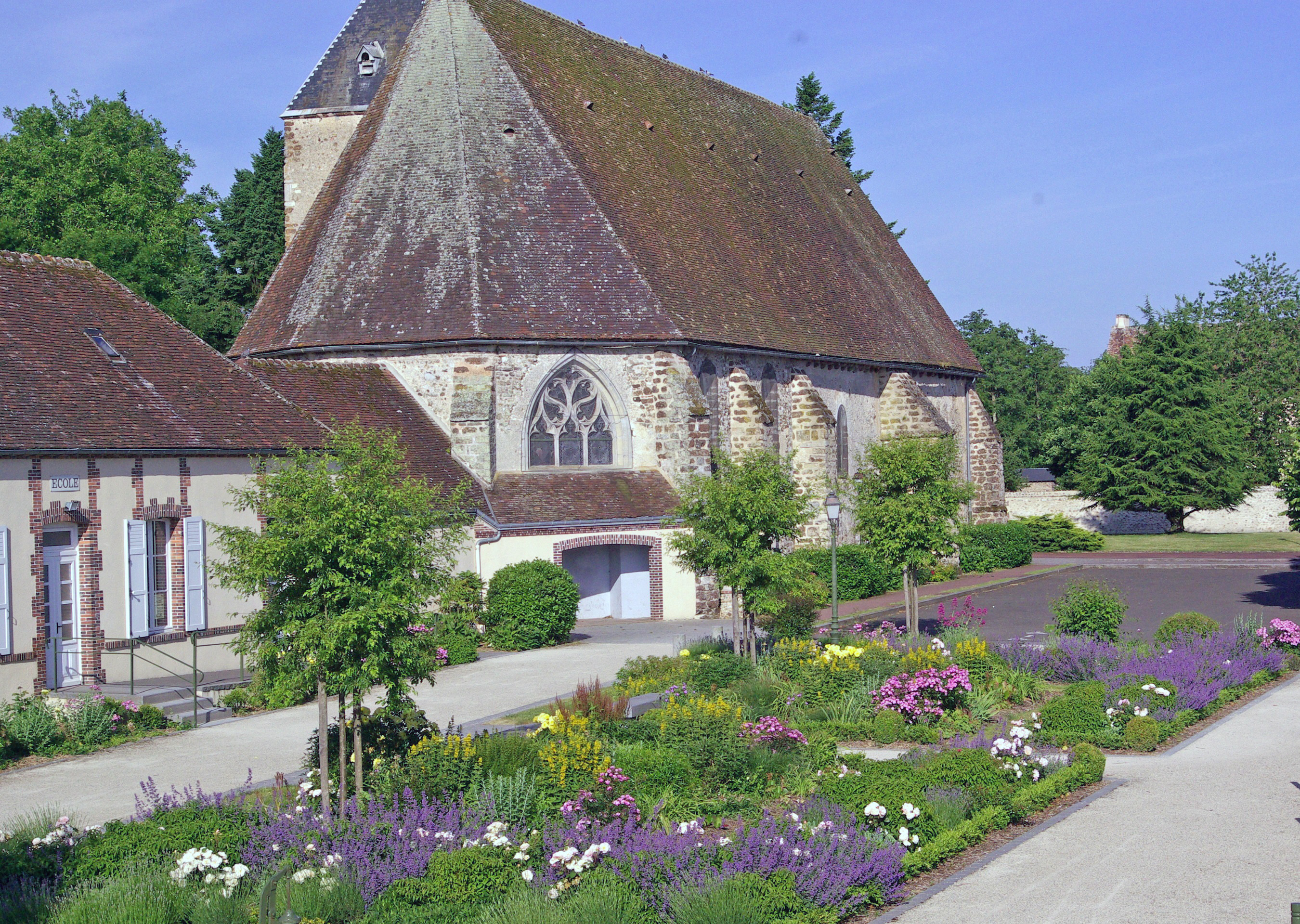
Kirche Saint-Martin

## Gemeindepartnerschaft
Mit der britischen Gemeinde Alveston in South Gloucestershire (England) besteht eine Partnerschaft.